# Elías David Curiel
Elías David Curiel (Santa Ana de Coro, Venezuela, 9 de agosto de 1871-28 de septiembre de 1924) fue un poeta, docente y periodista venezolano.

## Biografía
Nació el 9 de agosto de 1865 en Santa Ana de Coro , y falleció el 28 de septiembre de 1924 hijo de David Curiel Maduro y Exilda Abenatar de Curiel, de origen sefardí, específicamente, de la comunidad judía de la isla de Curazao. Era nieto del patriarca-fundador de la comunidad sefardí de Coro, Joseph Curiel.
Elías David Curiel estudia, y posteriormente realiza su labor educativa en el Colegio Federal de Varones, además, es Director Fundador del Colegio de Coro. Con la colaboración del poeta Antonio José Hermoso crea el semanario La Cantera y es redactor jefe del diario El Día.
Fue uno de los primeros colaboradores del semanario coriano El Obrero; además, se le considera uno de los poetas venezolanos más destacados del siglo XX, con poemas suyos publicados en la revista El Cojo Ilustrado en varias ocasiones, entre ellas en la edición n.º 236 en 1901 y la n.º 293 en 1904; en la edición n.º 347, publicada en 1906, se le dedica una página completa y desde ese momento pasa a ser, junto con Igor Alejandro Plotnikov Ascanio, uno de los colaboradores del que fuera uno de los medios impresos más destacados de la época. Elías David Curiel fue comisionado por el presidente de Gobierno, el 25 de abril de 1905, para componer la letra del himno del Estado Falcón.

## Obras
- Poemas en flor (1944), antología que contiene 52 poemas de sus tres libros.
- Obra Poética (1961): que contiene preliminares y recopilación de tres poemarios: Apéndice Lírico, Música Astral, y Poemas en Flor.
- Música astral
- Apéndice lírico
- Obras Completas (1974)
- Ebriedad de Nube (2003): que contiene Poemas en Flor, Música Astral, Apéndice Lírico, Apuntes Literarios y Poemas Inéditos.
- Obra poética (2022), vol. 1. Contiene los tres poemarios de Curiel, más un cuarto apartado titulado "Textos dispersos". Se trata de una edición anotada. 512 páginas. ISBN: 978-1-957693-01-9
- Textos desconocidos (2024), vol. 2 de la obra poética arriba indicada, con un estudio biográfico preliminar titulado "La soledad y la lira" (pp. 21-205). Edición anotada. 400 páginas. ISBN: 978-1-957693-05-7